# 川上剛右
川上 剛右（かわかみ ごうすけ、1994年4月28日 - ）は、ジャパンラグビーリーグワン日本製鉄釜石シーウェイブスに所属するラグビー選手。

## プロフィール
- 宮崎県児湯郡出身[1]。
- ポジションはウィング(WTB))。
- 身長 173 cm、体重 92 kg

## 略歴
4歳からラグビーを始めた。
2013年、東福岡高校卒業後、関西学院大学に入る。
2017年、関西学院大学卒業後、三菱重工相模原ダイナボアーズに加入。同年12月17日に行われたジャパンラグビートップチャレンジリーグ2ndステージ第2節のホンダヒート戦に先発出場で公式戦初出場を果たす。
2023年、三菱重工相模原ダイナボアーズ退団後、マンリー・マーリンズを経て、2024年、日本製鉄釜石シーウェイブスに加入。